# Mięsień lędźwiowy większy

Mięsień lędźwiowy większy

Mięsień lędźwiowy większy (łac. musculus psoas major)  – w anatomii człowieka mięsień należący do grupy przedniej mięśni grzbietowych obręczy kończyny dolnej, biorący też udział w tworzeniu tylnej ściany jamy brzusznej. Położony jest przyśrodkowo w stosunku do mięśnia biodrowego i bardziej w tył niż mięsień lędźwiowy mniejszy. Można wyróżnić w nim dwie warstwy, pomiędzy którymi przebiega część splotu lędźwiowego. Mięsień ten zaczyna się na wyrostkach żebrowych i bocznej powierzchni trzonów kręgów od XII piersiowego do IV–V lędźwiowego a także odpowiednych krążkach międzykręgowych. Włókna zbiegają się ku dołowi i przechodzą pod więzadłem pachwinowym przez rozstęp mięśni, z przodu od stawu biodrowego, kończąc się wąskim ścięgnem na krętarzu mniejszym kości udowej. Mięsień lędźwiowy większy, a zwłaszcza jego ścięgno końcowe, zrastają się z mięśniem biodrowym, budując mięsień biodrowo-lędźwiowy, który silnie zgina staw biodrowy, a także przywodzi udo i obraca je na zewnątrz (za część mięśnia biodrowo-lędźwiowego bywa uważany także mięsień lędźwiowy mniejszy). Mięsień lędźwiowy większy zwany jest także mięśniem szybkobiegaczy. Nie jest tak silny jak mięsień biodrowy, ale za to dzięki znacznej długości zapewnia dużą amplitudę ruchu kości udowej. Mięsień lędźwiowy większy unerwiony jest przez gałęzie przednie splotu lędźwiowego.